# 薬屋のひとりごと
『薬屋のひとりごと』（くすりやのひとりごと）は、日向夏による日本のライトノベルおよびそれを原作とするメディアミックス作品。

## 概要
架空の中華風帝国、茘（リー）を舞台に、後宮に勤める官女・猫猫（マオマオ）が王宮内に巻き起こる事件の謎を薬学の専門知識で解くミステリー、ファンタジー、ラブコメディ小説である。略称は「薬屋」。
2011年10月に小説投稿サイト「小説家になろう」で連載が開始され、人気を得たことから第1部「後宮編」が2012年9月にRay Books（主婦の友社）から単行本として発売された。
その後、ヒーロー文庫（主婦の友社→イマジカインフォス）で2014年8月に第1部が新装刊され、以後継続して発行されている。
2017年からは『月刊ビッグガンガン』（スクウェア・エニックス）と『月刊サンデーGX』（小学館）の月刊誌2誌で、それぞれ別の漫画家により原作本編のコミカライズ版が並行連載されている。
2025年3月より、マンガアプリ『マンガUP!』（スクウェア・エニックス）にて、原作者による書き下ろしストーリーを基にした『薬屋のひとりごと外伝 小蘭回想録』の連載が開始された。月刊ビッグガンガン版コミカライズの構成を担当している七緒一綺が作画を含め漫画化を手がける本作は、猫猫の友人である小蘭の視点から描かれるスピンオフ作品である。
2025年2月時点で、イマジカインフォスが発行する『薬屋のひとりごと』（著者：日向夏・イラスト：しのとうこ／ヒーロー文庫）の原作小説と、スクウェア・エニックス、小学館の2社から発売されているコミックス2作品をあわせたシリーズ累計発行部数は4000万部を突破している
。

## あらすじ
医師である養父を手伝って薬師として花街で働く少女・猫猫は、薬草採取に出かけた森で人攫いにあって後宮に下女として売られてしまう。年季が明けるまで目立たぬように勤めるつもりだったが、皇子の衰弱事件の謎を解いたことから美形の宦官である壬氏の目に留まり、様々な事件の解決を手伝わされることとなる。
やがて発生した寵姫の失踪事件は、猫猫を巻き込み国家転覆計画に広がっていく。そして、明らかになる壬氏の正体。二人の関係は微妙に変化していく。

## 登場人物
- 年齢は特記のない限り初登場時のもので、数え年での表記[11]。
- 担当声優は、ドラマCD版 / テレビアニメ版の順に表記。特に記載がなければ、テレビアニメ版での配役。

### 主人公
猫猫（マオマオ）
声 - 悠木碧（ドラマCD版・テレビアニメ版）
本作の主人公。17歳→21歳。身長153センチ。
養父とともに花街で薬師をしていたが、物語開始の3ヶ月前に薬草採取のために1人で外出した森で人攫いにあい、後宮務めの下級女官として売り飛ばされた。薬師であったため女官としては学があるが、後宮内で能力を発揮しても猫猫を売りとばした人攫いへの送金が増えるだけであり、それを嫌って無能を装っていた。しかし、寵姫の病気の原因を見抜き、匿名で訴えたことで壬氏に薬師としての能力を知られ、玉葉妃付きの侍女に抜擢されるも、その内実は壬氏の手駒として関わることとなる。
顔立ちはそれなりに整っているが、人目を引くほどの特徴はなく、どちらかと言えば地味。そのため、後宮や宮廷では国中から集まる美女たちに埋没し、まったく目立たない。それでも、花街では襲われる危険性があるために化粧や黥でシミやそばかすを書き醜女に見せていた。女官となった後も、そばかすを消すタイミングを逸した上、壬氏からも残すよう言われたためそのままにしている。普段はそばかす以外はまったく化粧をしていないが、たまに必要に迫られてきっちり化粧をすると別人のように綺麗になる。そのため、花街時代から「化粧すると化ける」と言われていたらしく、壬氏からもそう評されている。体格は小柄で痩せ型、胸も小さく、猫猫も自覚している。
頭の回転が速く、薬や毒に対する好奇心や研究心が旺盛でかつ造詣も深く、これが病気への理解にも繋がっている。また、薬や医学に関する養父の蔵書を読むために西方の言葉を独学で身に付けている（ただし、読むことはできるが話すのは得意ではない）。一方、それ以外のことに対してはまったく興味がなく、そのために知識がかなり偏っている。毒薬を自分の体で試した傷跡を隠すために左腕には常に包帯を巻いているが、周囲からは「過去に虐待を受けていたことを隠すため」と勘違いされており、同情を集める一因となっている。毒に詳しい上にさまざまな毒に対して免疫があるため、後宮では主に毒見役を務めた。しかし、好奇心や研究心が強すぎて、いざ毒に中るとむしろ喜んでしまうため、壬氏などから呆れられている。一方で、蕎麦に対するアレルギーを持っており、一口でも食べると蕁麻疹を発症し、最悪呼吸不全を起こす。自らの経験則からアレルギーを「特定の体質に発する毒」として捉えている。また、ザルといえるほど酒に強く酒好き。なお、後に蝗害を目の当たりにしたことから飛蝗が嫌いになった。
人付き合いは得意ではなく、必要最低限の会話以外は自分から口を開くことはあまりない。ただし、極度に疲労した時や飲酒した時は本人も驚くほど饒舌になることがある。市井の知人どころか小姐たちにまで「友だちがいない子」と認識され、緑青館で小蘭の話をすると、白鈴には喜びのあまり泣かれた程である。妓女の娘として花街で生まれ育ったため、本来の口調はかなり荒っぽい。女官となってからは必要に迫られ改めているものの、身内が相手の時や悪態をつく時などときおり素の口調が出てしまうことがある。また、花街で男女関係の裏まで見て知り尽くしているため、男性を見る目は極めて醒めており、恋愛に対する幻想も持っていない。その一方で、生物学的な興味から「出産は経験してみたい」と述べている。世の中の理不尽に関しても達観しており、権力者の理不尽は「するかしないか」ではなく「できるかできないか」であると語っている。壬氏に対しても「無駄に美しい」容貌や粘着質の性格を苦手としており、つい蛞蝓を見るような目で見てしまうことがある。そのため壬氏の好意に長いことまったく気がつかなかった。
風明の事件の関係者として後宮女官を解雇されたが、壬氏に身請けされる形で外廷勤務に復帰した。その後ふたたび花街に戻ったが、「砂欧編」からは医官付きの官女となり、宮廷医局で働くようになった。宮中から一度出た者が戻ること自体珍しい中、三度目は相当異例であり、顔見知りの女官に不思議がられている。医局で働くようになってから、必要に迫られて外科の技術も身に付け、茘の法律上女性は医官になれないため立場は官女のままであるが、実質的に医官と同等の仕事をするようになっている。西都に行ったあと、雀からの言葉もあり壬氏からの好意に素直になりはじめ、水蓮から「両思い」といわれるようになった。
『このライトノベルがすごい！』女性キャラクター部門では2024年版で9位を獲得している。
 壬氏（ジンシ）
声 - 櫻井孝宏 / 大塚剛央、潘めぐみ（幼少期）
後宮の管理を担当する宦官。その容貌は大変美しく、「天女の微笑み」「花の顔（かんばせ）」などの形容詞で語られるとともに「性別が違えば国さえ傾ける」とも称され、下女はその姿を見れば顔を上気させ、蜂蜜の様といわれる甘い声をかけられれば失神し、下級妃や男性の武官からも夜の誘いの声がかかるほど。猫猫曰く「無駄に美形」。公称24歳だが、大人びた外見よりも実年齢は若い。少々粘着質なところがあり、また、目的のために使えるものは何でも使う。ただし、その奥の「素」の性格は、外見に反してどちらかというと地味で堅実。
猫猫のことはその能力はもちろん、あえてそれを隠して勤めていた判断力とともに、自らの外見に全く惑わされないことから興味を抱き、それがやがて好意に変わっていった。だが前述の通り、お愛想程度の笑顔で老若男女問わず自身になびいてくる状態だったためか、興味のある相手の気を惹く手法は子供並みで、相手が自分以外の相手を頼ったというだけでもへそを曲げる。また、個人としては善良な部類で、職務上は関わる対象はともかく、罪もない者が理由もなく理不尽な目に遭うことには気に病む質である。
華瑞月（カズイゲツ）
現皇帝の弟とされている。その正体は壬氏と同一人物。18歳→22歳。身長180センチ。
病弱を理由に普段は滅多に人前に姿を見せず、祭事等どうしても出席しなければならない行事では前髪を深く垂らして顔を隠す、もしくは顔の下半分に覆面を着用し、他人と目が合わないようにしている。
皇帝等の身内からは瑞（ズイ）もしくは月（ユエ）、臣下など本名を呼べない人々からは月の君、もしくは夜の君と呼ばれる。
現皇帝の弟という正体を伏せて王宮内で目立つ容貌で活動することで、皇帝への裏切り者をあぶり出し忠誠心を試す試金石となっていた。また、後宮を安定させて帝の跡継ぎとなる東宮を誕生させることで、自らの皇位継承順位を下げることを目論んでいたが、8巻では自身の腹に焼きゴテを当てて、身体を傷つける形で皇位を拒否する姿勢を見せる。
父親とされている先帝は幼児性愛者で若い妃にしか興味を示さなかったこと、長兄とされている34歳の現皇帝とは16歳も年が離れている（作中の社会では親子でも通じる年齢差である）ことから、その出自を疑う者もいる。
華瑞月(壬氏)は出生直後から先帝と皇太后の第二皇子、つまり現帝の弟として育てられたが、実際は現帝とその妃である阿多妃の間に最初に生まれた赤子が華瑞月(壬氏)である。一方、華瑞月(壬氏)の誕生と同時期に、皇太后は現帝の弟にあたる赤子を出産したが、蜂蜜摂取によりその赤子は幼少時に死亡。そこで、死亡した『皇太后の子』(現帝の弟)と『阿多妃の子』(現帝の息子)が秘密裏に取り替えられたというのが真実である。
壬氏が阿多妃によく似た風貌であることから、猫猫は赤子の取替があったことを推理していた。14巻にて阿多が認める発言をし、15巻にて帝もある事情から赤子の取替があったことに気づいていた。

### 馬の一族
馬の一族は、代々皇帝の乳兄弟になることが多く、皇子が後宮から出るときは、馬の一族が護衛兼副官としてつくが、権力を持たないように役職を得ることはない。
高順（ガオシュン）
声 - 津田健次郎 / 小西克幸
壬氏付の武官（後に帝の護衛兼副官に）。36歳。（高順は宦官となったときに改名した名であり、本名は不明・14巻時点）
代々皇族を守護する馬の一族の一人でもある。その役割もあり、皇帝・阿多妃とは幼少時は共に後宮内で遊んでいた幼馴染にあたる。
守役として幼児期から壬氏に仕えており、主人に振り回されながらも忠義に厚い苦労人。非常にまめで気が利く一方でお茶目なところもあり、甘いものや猫が好き。猫猫のことを「小猫（シャオマオ）」と呼び、猫猫の好む道端菓子の｢包子(肉まん)｣を渡したりもしてくれるため、猫猫からは「癒し」と認識されている。
壬氏と同様に実は宦官ではないが、後宮に出入りする関係から間違いがあってはならないよう男性機能を減退させる薬を常用している。この薬は使い続けると男性機能が完全に失われるリスクが存在するが、本人は16歳で結婚しており後述の馬閃含めて3人の子がおり、長男および長女にもすでに子（高順にとっては孫）がいるため構わないと考えている。妻は年上で壬氏の元乳母。表向きは女帝の怒りを買い、本来の名前を捨て宮刑として宦官にされたことになっている。
桃美（タオメイ）
高順の妻。馬閃、馬良、麻美の母。高順より6歳上。理由は不明だが片目を失明している。
かつて壬氏の乳母をつとめていたことがある。9巻からは壬氏の侍女となっている。三人の孫がいる。
馬良の妻、雀とは案外仲良くやっている模様。
もともとは馬の家の跡取りの許嫁で、馬の家の実務にも携わっていたが、その跡取りが廃嫡され、その後養子として入ってきた傍系の高順と結婚した。
馬閃（バセン）
声 - 松岡禎丞/ 橘龍丸
高順の息子で壬氏の乳兄弟。19歳→21歳。壬氏とは同い年であり、幼少期からの幼馴染。現在は王宮の武官で、高順ともども壬氏に振り回される苦労人。姉と兄がいるが、彼のみ独身である。たまたま孵化するのに居合わせた家鴨になつかれ「舒鳧（ジョフ）」と名付けて連れ歩いている。ある女性を意識しており、14巻では家族も周知の事実となり縁談の根回しが開始された。
幼いころから痛覚が鈍い上、体の頑丈さや筋力、身体能力が尋常ではなく、体格はさほど大きくないものの化け物じみた戦闘能力の持ち主。その反面、自分自身の怪我にも気づかず行動しがちである。また、精神的にも未成熟なところがあり、よく高順から拳骨をもらっている。
幼いころの体験から「女性らしい女性」が苦手だが、猫猫に対しては普通に接している。
馬良（バリョウ）
高順の息子で馬閃の年子の兄。二人並ぶとそっくりで身長もほぼ同じだが、猫背で顔色が悪い分やや小さく見える。
科挙に進士として合格するほどの秀才だが、身体が弱い上に人見知りが原因でせっかく任官した仕事を辞めたことがある。事務能力に優れており、後に壬氏の仕事の補佐をするようになる。既婚者で一児の子持ち。
麻美（マーメイ）
高順の娘で馬閃、馬良の姉。
弟たちが父親似なのに対し、彼女は母親似。かつては父である高順を毛虫を見るがごとく嫌っていたが、最近はそこまではひどくない様子。
馬良ほどではないが事務能力に長けており、補佐に回ることで最大限にその力を発揮する。
8歳のときに12歳年上の馬の血筋の武官を旦那にすると宣言し、8年後そのとおりに結婚して二児を儲けた。結婚後も馬の本家に住み、実子とともに弟夫婦の子も育てている。
麻雀（マーチュエ）
馬良の妻。22歳。一児の母だが、子育ては麻美に任せており、自身の生い立ちから実子とのふれあいも極力避けている。
出生名は雀（ペグラ）だったが、母を探す途中で麻雀（マーチュエ）に改名。名前が縁で、麻美と親しくなった。馬良と結婚後は雀（チュエ）と呼ばれる。
8巻から壬氏の侍女となった。西都行きにも猫猫の護衛を兼ねて同行したが、右腕に重傷を負い、その後遺症のため侍女の仕事から抜けることになった。しかしその後も変わらず壬氏や猫猫の周囲にいる。
常にお調子者のような態度で、不敬、失礼と取られかねないぎりぎりを攻めるような言動が目立つが、その一方で諜報を得意とする巳の一族でもあり、荒事に慣れている。馬良とは政略結婚で子育ての件も織り込み済み。
もとは裕福な家の生まれだったが、両親がどちらも雀のもとからいなくなり、生死不明の母を独りで探す旅をしていた。後に判明した事実でショックを受けるも、己の価値を持たせるために巳の一族となった。
馬琴（バキン）
麻美の夫であり、玉葉后の皇子である東宮に仕える武官。14巻にて初登場し、羅半兄とある若者との決闘の立会人をした。

### 皇帝の一族とその関係者
皇帝 / 僥陽（ギョウヨウ）
声 - 遠藤大智
立派な髭を蓄えた偉丈夫で、壬氏(華瑞月)の兄とされている。34歳。
豊かな胸の女性を好むことから猫猫からは好色親父と思われているものの、一方で東宮時代に迎えた妃は阿多のみと、現在とは意外な一面も持つ。実際は情に厚い人物で、本来なら後宮から暇を出されても行き場のない妃をそのまま後宮に留め置いて保護していたり、上級妃から降ろされた阿多を離宮で面倒みていたりといった処置をしている。名目上は妻である里樹も「母親が幼馴染」ということもあって娘の様に思って気にかけている。
まだ幼児にすぎない東宮よりも、成人している壬氏(華瑞月)に皇位を譲りたいと願っている。
鈴麗（リンリー）
声 - 種崎敦美
現皇帝と玉葉妃の娘（公主）。「謎の病」で衰弱したが、猫猫の指摘により一命を取り留め回復する。
父である皇帝にも、祖母である皇太后にも可愛がられて順調に成育中。猫猫も翡翠宮内で毒見以外の仕事として彼女の遊び相手を勤めたことがある。
安氏（アンシ）
声 - 能登麻美子
先帝の妃であり、現帝の実母。皇弟(華瑞月)の母にもあたるとされている。先帝が崩御した現在は皇太后の地位にあるが、もとは中級妃として後宮入りした姉の侍女だった。あらかじめ先帝の性癖を聞かされて知っており、十歳にして大人の女性に怯える先帝に取り入り、間もなく妊娠し妃となる（姉は、安氏の妊娠判明と同時に後宮から出された）。現帝を産んだのは今の里樹より幼いころだったため、現在でも母というより「姉」にしか見えない。現帝の出産時は体が幼かったため自然分娩できずに胎を裂いており、傷跡が残っている。
現帝の人道的な施策に影響を与えているといわれているが、子供だった自分に負担を強いた先帝を恨み、呪っていたと告白している。
先帝
声 - 大塚剛央
現皇帝の父で、物語開始の5年ほど前に崩御している。故人であるため本人の登場はないが、折に触れて回想シーンにあらわれ、その所業が言及されている。
兄弟が次々と夭折する中でただひとり生き残った皇子として皇帝位についたが、暗愚であったと評されており時の皇太后たる「女帝」の傀儡であった。
女性の嗜好については幼女趣味で、妙齢の妃には目もくれず幼妃の元ばかりへと通っていたため、現帝の母である皇太后も幼くして現帝を帝王切開で出産することになった。幼女を好むのは自身を支配していた「女帝」の影響で、成人女性を恐れて受け付けないためでもある。現帝は父への反動として、豊満な女性への嗜好に傾いたとされている。
若いころは壬氏の面影があったと安氏は述懐している。また、深緑もそれを窺わせる発言をしている。
豪（ハオ）
安氏の腹違いの兄で帝の伯父にあたる。帝にも謁見できる立場にいる。
水蓮（スイレン）
声 - 新田京助 / 土井美加、甲斐田裕子（若い水蓮）
壬氏付の初老の侍女。非常に有能であり、性格のきつい麻美やお調子者の雀、そして壬氏も頭が上がらない。もとは壬氏の乳母で、さらにその前は皇太后付きの侍女だった。皇太后が現在の皇帝を身籠った際、ライバルや政敵に狙われ続けた皇太后を守り抜いたことから、宮中では伝説の侍女として知られている。
壬氏の母親のようにその面倒を見てきたため、高順とともに壬氏の正体を知る数少ない人物であった。14巻にて阿多の実母であることが判明したため、壬氏から見ると実の祖母にあたる。
もとは平民の出。阿多を妊娠中に夫が亡くなり、家督問題に巻き込まれる前に実家に戻ったが、出産後直ぐに後宮に出仕させられた。当時妊娠を隠していた安氏を見つけ、侍女兼乳母となった。阿多が妃となっても立場をわきまえて分別をつけていた。

### 後宮

#### 上級妃
後宮内で最も格式が高い宝石の名を冠した4か所の宮に住まう帝の妃で正一品の位階をもつ4夫人を指す。国内有力者の縁者や友好国の王族から嫁いでおり、もっとも早く男子が生まれた妃は、一般的に皇后になる。
玉葉（ギョクヨウ）妃　
声 - 日笠陽子 / 種﨑敦美
翡翠宮に住む皇帝の寵妃。位は貴妃。19歳→22歳。赤い髪と翡翠の目をもつ胡姫で家庭的な女性。穏やかで明るい性格の反面用心深く思慮深い。侍女も本当に信頼できる者しか起用せず、猫猫が侍女に抜擢された時に従えていた侍女は4人のみであった。その為か玉葉妃と侍女の上下関係は、他の妃と比べるとかなり緩い。
13人兄弟の末っ子で、皆腹違い。
実母が西洋の出身で身分の低い踊り子だったため、親子ほど年が違う長兄やその家族とは非常に不仲だが、姉妹とは比較的仲がいいらしい。
実は幼い頃、面識はなかったが、一瞬だけ雀を見たことがある。
現皇帝との間に一人娘（公主）の鈴麗があり、母子の衰弱の原因を明らかにした猫猫に対して頭を下げるなど、身分地位に関係なく恩を受けた者には礼を尽くす謙虚さを持つ。好奇心が強くいろいろなものを面白がる性格であり、その意味でも猫猫を気に入っている。猫猫に対する壬氏の気持ちを見抜いている様子であり、二人の関係を面白がって見ている。
後に東宮となる男児を出産したことで皇后位に就き、「玉葉后」と呼ばれる様になる。
梨花（リファ）妃
声 - 石川由依
水晶宮に住む皇帝の妃。位は賢妃。23歳。帝の妃にふさわしい気品と、「メロン」と形容される見事な乳房の持ち主。
賢妃の名に相応しく寛大かつ懐が深い。猫猫自身も玉葉妃付きの侍女の立場をわきまえながらも、彼女に好意を抱く。
現皇帝との間に息子（東宮となる男子）をもうけたが、その息子は原因不明の病に侵される。猫猫が匿名で知らせた病の原因と解決方法を侍女が握りつぶしたためその息子は死亡した。自身も我が子を死に追いやったのと同じ原因によって衰弱の一途をたどっていたが、帝の命をうけた猫猫の看病により回復し、さらに猫猫が花街の妓女から伝え聞いた「秘策」を伝授されたことにより皇帝の寵愛も取り戻した。それに恩を感じているようで、その後は何かと猫猫を気にかけている。
玉葉妃が東宮を出産後、彼女もまた男児を出産する。
里樹（リーシュ）妃
声 - 木野日菜
金剛宮に住む皇帝の妃、位は徳妃。14歳→17歳。
元は幼児性愛者である先帝の妃として9歳のときに後宮に入ったが、先帝の崩御に伴い一度出家。その後、改めて現帝の妃として後宮に入った。先帝が手を付ける前に崩御したことも含めて、まだまだ恋に恋する年頃で男女の睦事に関しては全く免疫がなく、梨花妃推薦によって四夫人を集めて猫猫の「講義」が行われた際には自分には絶対に無理だとショックを受けている。先帝時代に阿多妃とは「（帝の妃という意味で）姑と（東宮・皇太子の）嫁」という関係だったが仲は良い。だが、それが原因で何度か命を狙われることになる。猫猫や馬閃の尽力で命は助かるが、騒ぎを起こした責を取らされて上級妃から追放された。
その特異な経歴から侍女からも蔑まれており、いじめを受けている。魚介が食べられないことも侍女から偏食と捉えられて嫌がらせとして食べさせられていた。猫猫によってアレルギー持ちであったことが明らかになり、無理に食べさせることが命に係わるという事実を知らされた。また、赤ん坊のころに蜂蜜を食べたことで生死をさまよった経験があり、自身にその記憶はないが気を付けるように言われながら育ったため蜂蜜も苦手。
実母は皇帝の幼馴染みで、物心つく前に他界。実父は彼女が生まれる前から他所に妾を囲っており、母の死後すぐに後妻を迎え、異母兄姉を贔屓して可愛がっていた。何かと不幸が降りかかりやすい境遇であり、猫猫もその点は同情している。

阿多（アードゥオ）妃
声 - 甲斐田裕子
物語開始当時の柘榴宮の主人で、位は淑妃。35歳。現皇帝の乳姉弟として育ち、現皇帝の東宮時代に唯一の妃となった。壬氏の血縁上の実母。
東宮妃時代に一度男児(壬氏)を出産しているが、折悪く皇太后の出産と重なり、医官の手が足りなかったため子どもの生めない身体となった。更に出産した男児(壬氏)と出生後に死亡した皇太后の赤子が秘密裏に取り替えられたため、阿多妃の子どもは乳児期に死亡したことにされている。本来ならば世継ぎを産めなくなった時点で後宮から出るのが自然であるが、皇帝の意向でぎりぎりまで留められていた。男前の性格で、男装すると壬氏とよく似た雰囲気をまとう。
後宮を出た後も離宮で暮らし皇帝の相談役を勤め、男装して壬氏になりすましたこともある。その一方で、子氏一族の趙迂以外の生き残った子供たちや翠苓など、表立って外を歩けない訳ありの人々を内密に匿っている。その所為か、里樹妃に対し猫猫曰く「母親の様な顔」を見せる事もあり、里樹が懐いていたとしている。
楼蘭（ロウラン）妃
声 - 瀬戸麻沙美
阿多妃と入れ替わりで柘榴宮に入った淑妃。17歳。
父親の子昌は地方の豪族で上級官僚。母親の神美は先帝の上級妃であったが、家臣である子昌に下賜された。
派手な化粧をして、様々な様式の衣装・装飾をとっかえひっかえして着飾っており、外見が頻繁に大きく変わる。皇帝からは政治的な理由もあり定期的な通いがあるが、皇帝も彼女のもとに通うたびに別人であるかのような印象を受けている。主上好みの体付きだが、化粧を落とすと割と童顔。
架空の下女である子翠になりすまして猫猫や小蘭と知り合い親しくなる。しかし、猫猫の置かれている立場と能力を知り、実家である子氏一族の討伐を招くことを承知の上で猫猫を後宮から拉致し、自身も後宮から脱走し実家に連れ去る。
子翠（シスイ）
声 - 瀬戸麻沙美
楼蘭妃付の下女ということになっているが、名簿にその名前は記載されていない。背は高いが、その割に顔立ちや声が幼く、どこかちぐはぐな印象を与える。虫が好きでその生態に詳しく、後宮でも虫を捕えて回っている。人に理解されにくい嗜好や旺盛な探求心など猫猫と共通点が多く、次第に親しく接することになる。
実は楼蘭妃本人で「子翠」はもともと異母姉（翠苓）の本名であった。

#### 後宮に仕える人々
やぶ医者 / 虞淵（グエン）
声 - 小形満 / かぬか光明
後宮で唯一医官を務める、どじょうひげをはやした小太りの宦官。後にある者の身代わりとするためひげは剃るように命じられている。
最初は自分の職場を荒らす者として猫猫を警戒していたが、基本的には気のいい性格で、彼女に任せた方がうまくいくとともに楽することができることに気が付き、それ以降は茶や菓子を出すなどして友好関係にある。猫猫からは内心「やぶ医者」と呼ばれ、後宮内の医官は彼一人で他と区別する必要が無いため「医官どの」で通用し、彼を本名で呼ぶのは羅門くらいである。
医官でありながら死体を怖がるなど医師としての技量は極めて低く、後宮内でもほとんど頼りにされていない。羅門の追放後に医官不在となった後宮では先帝の手がついたため後宮外に出られなくなった女官たちが医療技術を身に着け診療所の役割を果たすようになる。彼女らが新たに導入された宦官医官に強い反発を起こしたため、最初の筆記試験に唯一合格した虞淵のみで制度自体が無くなり、実技訓練も動物解体の段階で適性が無いことが判明したため免除された経緯がある。
出身の村は紙漉きを産業にしており、医局でも紙を自由に使う。先帝の時代に村が傾きかけたため、村の移住費を賄うために、そのころ女官を求めていた後宮へ姉が行き、続いて妹も倣おうとしていたのを制止し、女官より高く身売りできる宦官に志願した。
小蘭（シャオラン）
声 - 久野美咲
14歳。猫猫と同時期にやってきた後宮の下級女官で、貧困農家だった実家から後宮に売られた過去を持つがそんな暗さは見せない。猫猫に対して偏見を持たず親しく接する少女。噂話と甘いお菓子が好きで色々な情報を仕入れてくるため、猫猫はお菓子を餌に聞き出すことが多い。
2年間の年季が明け、後宮を去るが下級妃に気に入られたお陰で妃の実家での就職が決まり、無事にそちらで働いている模様。猫猫の元にもたまに手紙がくるらしいが、肝心の勤務先の住所が書かれていないため猫猫自身返事すら出せていない。
老宦官
声 - 安原義人
古株の宦官でかなり高齢。壬氏が提案して始めた下女相手の手習い所の教師もしており、小蘭たちから「老師（先生）」と呼ばれている。元々は「選択の廟」と呼ばれる建物を管理する立場だったが、廟が拡充された後宮の敷地内になってしまった際に管理を続けるために宦官となった。羅門とも若い頃共に過ごした同僚。
毛毛（マオマオ）
声 - 引坂理絵
後宮に迷い込んだ猫。かなり弱った子猫の状態で見つかり、鈴麗が気に入ったため、医局に持ち込まれ猫猫が面倒を見た。体力も回復した後には後宮内の鼠捕りということから主上より「盗賊改め」の職名を賜る。猫猫が後宮から二度目の解雇をされた際に緑青館に引き取られ、世話されるようになった。

#### 翡翠宮
紅娘（ホンニャン）
声 - 新田京助 / 豊口めぐみ
玉葉妃の侍女頭。30歳。
猫猫が無能を装っていた理由を聞いて、わざと花瓶を割って送金を帳消しにするなど人の事情を理解する苦労人。猫猫にとっては当たり前だが、後宮という場所では非常識な行いには頭を痛めている。
結婚願望はあるらしく、一時は高順を狙っていた節もある。しかし彼が既婚者と知って諦めている。
桜花（インファ）、貴園（グイエン）、愛藍（アイラン）
声 - 上條沙恵子（桜花）、守屋亨香（貴園）、河野茉莉（愛藍） / 引坂理絵（桜花）、田中貴子（貴園）、石井未紗（愛藍）
翡翠宮で猫猫の同僚となる玉葉妃付の侍女三人組。
猫猫の素性を勝手に誤解して同情したり、訪ねてくる壬氏を見ては大騒ぎする。
猫猫が翡翠宮に入るまで、紅娘と彼女たちのみで玉葉妃の世話のほとんどをまかなっていた。
白羽（ハクウ）、黒羽（コクウ）、赤羽（セキウ）
声 - 佐藤聡美（白羽）、上田瞳（黒羽）、伊藤美来（赤羽）
玉葉妃が東宮を懐妊した際、翡翠宮の人手不足を解消するため西都から派遣された侍女。実は陸孫の従妹たちにあたる。
年子の三姉妹で白羽は玉葉妃と、赤羽は猫猫と同い年にあたる。よく似た顔立ちのため猫猫は当初区別がつかず、何度も間違えられたので、呆れた三姉妹がそれぞれの色の髪紐をつけることでようやく覚えた。
毒見以外ほとんど翡翠宮にいない、西都とも縁のない猫猫に当初は不信感を抱いていた赤羽は猫猫の提案で、後宮の浴場に猫猫と同行し、小蘭や子翠と知り合うなど翡翠宮外での付き合いもある。

#### その他の宮
河南（カナン）
声 - 庄司宇芽香
里樹妃付きの侍女頭。元は毒見役だったが、他の侍女と同様に里樹妃をいじめていた。園遊会では魚介を食べられない里樹妃の膳を玉葉妃用のメニューと入れ替えたりしたが、アレルギー持ちの里樹妃にとっては命に関わるものだと猫猫から忠告を受ける。それ以来親身に接するようになり、金剛宮の中では数少ない味方となった。里樹妃の後宮追放時に暇を出し、良縁に恵まれるよう帝に依頼したという。
河南の前の侍女頭は、正しく里樹妃いじめの首魁であり、妃に贈られた装身具なども着服していた。
杏（シン）
声 - 木下紗華
梨花妃付きの侍女頭。
梨花妃とは従姉妹同士で主上の手が付くことも期待されていたが、自分が上級妃として後宮入りできなかったことを妬んでいた。猫猫の介入により梨花妃に対する悪意が表面化し、梨花妃に盛るための堕胎薬を作ろうとしていたことが暴かれる。皇帝の子に対する堕胎の企てであったため本来は重罪になるはずが、主に対する「暴言の罪」を理由に梨花妃より直接解雇されるという温情措置を取られる。
風明（フォンミン）
声 - 日高のり子
阿多妃付きの侍女頭。
東宮妃時代からの古株だが、実家の伝手で手に入れたものが原因で妃に負い目があり、それを隠蔽するために里樹妃の命を狙う。結果的にことは表沙汰にはならなかったが、内々に処理される。彼女の実家と繋がりのあった女官は、その関係の強弱を問わず解雇され、猫猫も人攫いから買った商家（書類上の実家）に繋がりがあったために連座となっている。
深緑（シェンリュ）
声 - 勝生真沙子
後宮の北側に作られた診療所の管理をしている中年の女性。彼女含めて診療所にいる者たちは、幼い頃に先帝の手が付き、後宮から出られなくなったまま残っている。

### 羅の一族
茘の「名持ちの一族」のひとつである名門。羅の一族は、他人と異なる認識能力を持つ人物を輩出し「狂人と天才の一族」と呼ばれている。羅漢の采配や猫猫の薬の分析能力や羅半の数字感覚なども共にこの力に起因するものだが、欠点として自身の興味を惹かない物事にはまったく関心を持たず記憶も曖昧になる。羅門の兄（羅漢の父親）はそういった感覚をもたず、彼らの認識能力を社会不適合者と判断して理解しなかった。
漢羅門（カン・ルォメン）
声 - 家中宏
花街の医者。猫猫の養父であり薬の師匠でもある。
丸い体つきや温和な人相など、しぐさが女性的で「老婆のよう」と形容される。元は後宮医官の宦官であったが、生まれたばかりの皇子を死なせたことから肉刑を受け片膝の骨をとられて追放された過去を持つ。後宮内の其処此処にこっそり薬草を植えていた。
猫猫は「おやじどの」と呼ぶが、実際は羅漢の叔父であり、猫猫にとっては大叔父である。
若い頃からきわめて優秀で、国から派遣されて西洋に留学した経験もある。医官の試験だけでなく文官のための科挙にも合格しており、彼の字を真似れば科挙に合格するとも噂されていた。医師としての腕は国でトップクラスだが、かなりのお人好しである上に運も悪く、そのせいで宦官にされ、さらに肉刑を受けて後宮から追放される羽目になった。猫猫の包帯のせいで虐待を疑われていた時期もあった。
玉葉妃の出産の際、逆子の疑いがあったため猫猫の申し出で後宮へ呼ばれた。出産後もその腕を惜しまれる形で再び医官として宮中に戻ることになった。かつて後宮にいた際や復帰後も後宮で使うには危険がある物品（鉛白のおしろい、香りの強い香油など）を記した注意書きなどを配布するが、それは逆に悪意のある者にとっても有益な情報だった。
漢羅漢（カン・ラカン）
声 - 桐本拓哉
狐目に片眼鏡（実は伊達）を付けた軍師で位は将軍。通称・漢太尉。「漢」の名字は珍しくないが、この肩書きを持つのは国中で彼だけである。
奇異な言動を繰り返すため「変人軍師」とも呼ばれる。猫猫に至っては「あのおっさん」としか呼ばない。しかし軍師としては超一流であり、また人を見る目に長け、優秀な人材の発掘には定評がある。
碁と将棋がとても強く、特に将棋では国内に勝てる者がいないと言われている。相貌失認のため他人の顔が識別できない一方で「その人間の持つ役割が将棋の駒として認識される」という能力を持っており、戦争の際には将棋に倣った人員配置を行うことで軍の適切な運用を行っている。直感が鋭く、その勘働きは滅多なことでは外れないが、何かに気付いても自ら動くことはなく、誰かを焚きつけて動かすことが多い。
羅門の甥であり、また緑青館の妓女である鳳仙に猫猫を生ませた張本人である。つまり猫猫の父親であるが、猫猫は彼を父親と認めておらず嫌っている（猫猫自身の感覚からいうと苦手なだけ）。
一方、羅漢本人は、鳳仙のことも娘である猫猫のことも愛している。猫猫に対しては盲愛といってもいいほどだが愛情表現がことごとく裏目に出ており、猫猫だけでなく周りにもドン引きされている。
また、自分の欠点を補う方法を考え、指南してくれた羅門のことは慕っており、比較的素直に言うことを聞く。羅門にもその能力の優秀さは認められており、猫猫にはその点で嫉妬されている。
猫猫と違い、酒は全く飲めない下戸ですぐ酔い潰れてしまう。甘党で徳利に果実水を詰めて持ち歩いているが、口飲みが原因で体調を崩したことがある。
漢羅半（カン・ラハン）
声 - 小林千晃 / 豊永利行
羅漢の甥（異母弟の次男）で養子。19歳。やはり狐目に丸眼鏡をかけ、若干くせ毛。帯には算盤をぶら下げている文官。猫猫にとっては従兄であり義兄。
猫猫からは「世界が数字で見えている」、羅半兄からは「異様なほど数へ執着している」といわれるほど数字に対する認識が優れており、王宮では財務を担当している。帳簿の数字から子一族の横領や不正をあぶり出し、壬氏の正体も「皇弟と体の寸法が同じ」ということで見抜いていた。そのような反面、羅漢や猫猫と同様に「自身の好奇心を刺激するもの以外」には関心が薄く、三番や姚から寄せられる感情には気づいていない。
羅半兄（ラハンあに）／俊杰（ジュンジェ）
羅半の実兄。中肉中背で特徴がなく、羅の一族には珍しく「普通」に見える男。羅半や猫猫と一緒にいるとツッコミ役に回ることが多く、その「打てば響く」ツッコミは2人から高く評価されている。羅漢によって失脚させられた祖父らに付いて引っ込んだ田舎で、父親とともに農業をしていた。羅半に目をつけられて西都に派遣されることになり、さらに壬氏の目にも止まった結果、蝗害の際に各地を駆け回る羽目になる。
本名を名乗る前に「羅半兄」という通称が定着してしまい、その後も名前を名乗る機会が訪れるたびに謎の妨害が入り（面白がった猫猫がわざと妨害することもあった）長らく本名が不明のままだった。また、イラストでも、14巻で明らかにされるまでは目鼻が省略されて容貌がよくわからないようにされていた。
農業に関して目覚ましい才能と知識があり、蝗害の被害を最小限に食い止めた陰の立役者。そのため猫猫をはじめ周囲からは農業の「専門家」とみなされている。本人はあくまで専門は穀物類であるとして、野菜など他の作物に関しては慎重な態度を崩さないが、その態度こそが専門家であると猫猫からも認められている。
14巻にて、姚に粉をかける男を黙らせたとして燕燕から本名でお礼を言われ、一気に惚れてしまった。
羅漢の養子達
羅漢が拾ってきたが、本人が覚えきれないので、数字で呼ばれている。
順番に一番（イーファン）、二番（アーファン）、三番（サンファン）、四番（スウファン）、五番（ウーファン）、六番（リウファン）。
一番と二番は武官になり、羅漢の部下として働いている。
三番は商家の娘だが、縁談を蹴って家出したところを羅漢に拾われ、屋敷に残り羅半の補佐をしている。普段は男装しているが、羅半に片思い中で姚とは火花を散らしている。
四番、五番、六番は子どもで、屋敷で羅漢の世話の手伝いしている。

### 医局
劉医官（リュウ）
宮廷の上級医官。羅門と共に西方に留学していたこともある。
留学中の一件で、羅門の恩人でもある。
揚医官（ヨウ）
宮廷の上級医官で西都出身。気さくな性格。
李医官（リ）
宮廷の中級医官。真面目な性格。
西都に帯同した一人で、非常に苦労した分精神的にも西都滞在中に鬱憤晴らしに始めた筋トレと拳打(ボクシングトレーニング)により肉体的にも逞しくなり、都へ帰還後は同僚や姚にも別人と間違えられる。
泰然（タイラン）
麻酔関連は得意の医官だったが、翠苓に気があり、翠苓の自殺騒動に協力したため降格させられていた。
15巻の選抜試験に参加しており名前が判明した。
姚（ヤオ）
猫猫と共に医官手伝いとして働く15歳の少女。
元々は裕福な商家の娘で、試験の成績も首席だった猫猫に次ぐ優等生。家庭の事情もあり、出会った当初は猫猫に反感を持っていた。
ある事件をきっかけに猫猫とも打ち解け、燕燕と三人で食事をしたり買い物にも出かけている。宿舎の部屋数が足りなくなった際に羅漢宅に居候することになるが、羅半に少なくない関心を抱いており同じ想いを寄せている三番とはよく火花をちらしている。
燕燕（エンエン）
猫猫と共に医官手伝いとして働く19歳の少女。優秀ではあるが姚が命であり、歪んだ愛情をよく見せる。かなりの男嫌い。
元々は姚の実家で働く彼女付きの侍女だったが、彼女を追いかける形で医官手伝いになった。兄が料理人である関係か彼女自身の料理の腕は確かであり、猫猫はよくご相伴に預かっている。
天祐（ティンユウ）
宮廷の若い見習い医官。軽薄な男で燕燕に好意を持っている。外科技術は猫猫も認める腕前。かつて劉医官と揚医官が猟師の家にクマの胆を貰いに行ったとき、子どもだった天佑が一人で熊を解体しており、揚医官が冗談交じりに天佑を医官にしてはと家族を説得したがなぜか追い出された。天佑は二人を追いかけて家出するから弟子にしてくれと志願し、自分は知的好奇心のため皇子の遺体を切り刻み処刑された医官の子孫だと言った。
実施訓練時より、猫猫を“娘娘”（ニャンニャン）と呼ぶ。
妤（ヨ）
医官付官女の後輩で、背が高い。元後宮女官。腕に疱瘡の跡があり肌の露出を避ける。かつて克用が滞在した村の娘だったが、疱瘡が流行し村は滅び都に家族で移住した。自身は克用に予防的に処置を受けていた。
長紗（チャンシャ）
医官付官女の後輩で、背は低い。
王旺（ワンワン）
長身の先輩で当初は長先輩としていた。15巻の選抜試験を突破し、その後名前が判明。その名前から猫猫は一方的に親近感を抱き、彼女にしては珍しく一回で名前を憶えた。
短先輩、中同輩
背が低い先輩、中くらいの背の同期で、15巻の選抜試験を突破し、猫猫と治験業務に就く。
劉小母（リュウおばさん）
50過ぎの未婚の女性で、劉医官の妹。医官と同等の知識を有し、15巻の選抜試験を突破した。万が一に備えての縁故採用である。

### 花街
梅梅（メイメイ）
声 - 潘めぐみ
「一晩の酌で一月の銀がとぶ」といわれる最高級妓楼「緑青館」でトップ3を務める三姫のひとり。
鳳仙の妹分で、面倒見はいいが少々短気。
元々は鳳仙の禿。その縁で羅漢から囲碁や将棋の手ほどきを受けたこともあり、懐いていた。そのためか「緑青館」の人物の中では例外的に羅漢に対して普通に接しており、羅漢が来た際は殆ど彼女の部屋に通される。囲碁・将棋に関しては2人が師匠。羅漢が鳳仙を見つけられるよう手を回し、身請けが決まった際には自身の恋が破れたことを自覚しながらも喜んでいた。
猫猫が西都に行っている間に身請けされる。身請けしたのは「棋聖」とも呼ばれる囲碁・将棋の名人で、妾ではなく弟子として引き取られる。
白鈴（パイリン）
声 - 小清水亜美
緑青館三姫のひとりで最年長。
自由恋愛主義者で心の隅で「白馬の王子様」を待ちわびている。舞踏が得意。色欲が強く、客が少ない時は男衆どころか禿にまで手を出すが、母性もまた強い。
出産経験はないが母乳が出る体質で、かつては猫猫の親代わりとなって育てたこともある。筋肉フェチで李白に興味を示す。
女華（ジョカ）
声 - 七海ひろき
緑青館三姫の中では最年少だが、彼女との会話についていければ科挙に合格すると言われるほどの才女。
やはり猫猫の姉貴分だが白鈴と違い男嫌い。
猫猫の性格は自分に近いと感じ、猫猫の壬氏に対する感情・態度に彼女なりの助言をする。
客を呼び込む目的で、実は皇族のご落胤、という設定にしており、そのために本来は皇族しか使えないはずの「華」の文字を入れた名前を名乗っている。
やり手婆
声 - 斉藤貴美子
緑青館をしきる老婆。名前は不明。実態としては雇われ店長で持ち主は他にいるが、持ち主も頭が上がらない。
金に敏く、儲けにならないことにはいい顔をしない。猫猫を妓女にするため芸事を仕込もうとしてきた。
昔は売れっ子妓女。身長が175センチメートルと長身で手足が長く（年を取ってすっかり縮んでしまった今でも猫猫より背が高い）、その体格を生かした踊りを得意としていた。当時、西方から来た賓客を歓待する国の宴で踊ったこともあり、いくつかの偶然も重なった結果「月の女神」と評され、西方風の肖像画も贈られていた。
固有名詞ではなく作中における役職としての「やり手婆」で、他の楼閣の「やり手婆」も登場はする。
鳳仙（フォンシェン）
声 - 桑島法子
緑青館の元妓女で猫猫の血縁上の母親。碁と将棋（コミカライズとアニメでは、シャンチー）が強く、碁なら羅漢にさえ勝つ腕前の持ち主。羅漢が顔を認識できる数少ない内のひとり。
猫猫を産んだことで妓女としての価値が下がり、安い仕事に落とされた末に梅毒のために廃人同様となって離れに隔離されていた。
妊娠は元々彼女の狙い通りだった様子。当時自身の価値が上がり羅漢は3か月に1度しか会いに来られなくなっており、彼と会う頻度を上げられるもしくは身請けしてもらいやすくなるメリットもあったが、羅漢が羅門の失脚に伴う処置で父親から遊説を命じられるという時機が悪いときに重なり、3年も会いに来られなくなるという予想外のことに錯乱し、自身と赤子だった猫猫の小指を切り落として羅漢に送りつけるという凶行に走っている。
猫猫の画策で羅漢に身請けされるも、翌年の春先に他界する。
羅漢は本気で愛しており、身請けした妓女は本来妾扱いにも関わらず、実父に彼女を正妻として会わせようとしている。また、彼女との棋譜を本として大量出版・販売する。
Web版では猫猫の幼少時、羅漢の帰都前に身請けされることなく亡くなっている。
右叫（ウキョウ）
声 - 長谷川芳明
緑青館の男衆の中でも古株の一人の四十路前の男。元妓女の妻がいる。
子供好きで面倒見がよく、緑青館に来たばかりの左膳や趙迂の面倒も率先して見ていた。猫猫自身も幼いころ肩車をしてもらった記憶がある。
響迂（キョウウ）→趙迂（チョウウ）
声 - 藤原夏海
子一族の生き残りの少年だが、毒を煽った後遺症で記憶を無くし半身に麻痺が残る。
猫猫が薬屋で引き取る（その際に名を響迂から趙迂に改めた）形で監視下に置かれているため自由なようで難しい立場にある。もちろん本人に自覚はなく、出掛けようとする猫猫にしばしば連れていって欲しいと駄々をこねたりするなど、彼女には甘えてばかりいる。
記憶を無くす前から絵が得意だったようで、緑青館前で似顔絵を描いて小銭を稼いだりしている。
才能があるとして、有名絵師の元に通いながら技法などを勉強している。
梓琳（ズーリン）
とある事情から姉とともに猫猫に引き取られ、緑青館で女童として働いている。
なぜか言葉を喋ることができず、よく趙迂と一緒に行動している。
梓琳姉
梓琳の姉で、梓琳を養うために猫猫の口利きで妓女となった、猫猫が二回目の西都から帰ってきたときは緑青館の中で売り上げが三番目の妓女になっていた。14巻では女華の部屋に盗みに入った者の手助けをしていたことが発覚し、女華に何度か平手打ちをされた後、やり手婆の折檻部屋に連行された。
左膳（サゼン）
国の北部の農家の出身。
食いっぱぐれて子氏の砦で衛兵として働いていたが、幽閉されていた老医師の食事や身の回り面倒を見るなど基本人がいい。
子氏討伐の際趙迂と翠苓に頼まれる形で拷問部屋から猫猫を救出しており、その際の猫猫の行動から都での再会時には彼女を「蛇娘」と呼んでいる。
その縁と老医師から文字や薬草の基本を教わっていたため、猫猫から薬屋の仕事を引き継ぐ。
趙迂のこともあり、「左膳」は前の名前に未練がないからと都に来てから新しく名乗り始める。子氏の砦にいた関係で趙迂の正体を知っており、子一族および砦にいた兵士は表向きは全員処刑されているため、彼自身子氏に雇われていたとバレたらただでは済まないため静かに薬屋をやっている。
克用（コクヨウ）
顔半分が疱瘡の痕に覆われているが、十分に美形で通る医者の青年。
それまで住んでいた村を呪師によって追い出され、おのぼり感覚で都へ行こうとしていたところを猫猫たちに拾われる。
自身の不幸な生い立ちを明るく幼い口調で喋るため全然不幸に見えないが、西洋出身の男性医師に医学を教わったため、猫猫も知らない知識をたくさん持つ。
普段は都近郊の小さな村で偏屈な老医師と暮らしているが、猫猫の宮廷出仕後は月に数度左膳の面倒を見に緑青館に訪れてくれている。
老医師が亡くなった後、後宮に来ていたところ偶然猫猫と再開。
それからは、羅門と猫猫が花街の薬屋にいられないこともあり左膳と共に薬屋を代わりに営んでいる。

### 武官・文官
李白（リハク）
声 - 内匠靖明 / 赤羽根健治
鍛え上げた肉体を持つ若い武官。脳筋タイプ。園遊会の際に、猫猫を含む出会った若い娘たちに片っ端から簪を配る。
能力は高いようで出世株だが、性格がお人よしで猫猫に頼まれると断れないため猫猫からは内心「駄犬」と呼ばれている。武官として鍛えているが、猫猫の言う「危険」の意味が理解できずにケガをすることがある。
猫猫から紹介された白鈴に入れあげてしまい、次第に本気で彼女を迎えに行こうと考えるようになる。白鈴との関係も悪くなく、猫猫は2人の関係を少し応援している模様。白鈴から李白への思いは不明だが、それなりに親しくなっていると思われる。身請け料は「現在の李白の給料10年分」と本気で出世することを考え始める。
子氏討伐にも参戦し壬氏の正体や猫猫の素性も知ることになるが、以前と変わらない態度を取るため、壬氏も気を許している数少ない相手。
陸孫（リクソン）
声 - 広瀬裕也/ 内山昂輝
初登場時は羅漢の副官。もとは文官であった。優男風の風貌で物腰が柔らかいが、妙に肝が太い一面もある。一度見た顔は忘れないという特技の持ち主で重宝されていたが、後に先方からの要請で西都の玉葉の兄の元に出仕することになる。
実は西都の商家の出身。「陸孫」という名は西都を出て茘の都に来た時に自分でつけたものであり、その時にもとの名前は捨てている。玉葉后の侍女の三姉妹は実の従妹である。玉袁は親戚にあたり、玉葉后とも幼少期に面識があった。

音操（オンソウ）
声 - 江越彬紀
西都に行くことになった陸孫の後任として羅漢の副官になった人物。羅漢のせいで胃をキリキリさせられている。
魯侍郎（ルーじろう）
礼部の次官で、姚の叔父。壬氏とともに西都に行く。実は巳の一族の一人。本来、巳の一族はそこまで出世しないが、兄が急逝したため家督を次ぐことになってしまった。玉鶯の家に忍び込んだ雀が巳の一族の血を引くと知り、引き入れた。
王芳（ワンファン）
干し肉好きの武官。西都から戻った羅漢の執務室で首吊遺体で見つかった。女華の客でもあった。

### 子の一族
子昌（シショウ）
声 - チョー、井上剛（若い子昌）
地方の豪族で上級官僚の宰相。楼蘭妃の父。先帝時代には先の皇太后（女帝）に気に入られていた。
子氏としては傍流の出身で、有能さをかわれて本家の養子となった。
宮廷では「腹黒」・「狸」と言われながら強権を奮っていたが、一族内では妻の神美に逆らえずにいる。
神美（シェンメイ）
声 - 深見梨加
子昌の妻で、楼蘭妃の母。子氏本家の出身。
先帝の上級妃となったが先帝には顧みられず、入内前の婚約者だったが既に先妻を娶っていた子昌に下げ渡される形で妻となる。そのため宮廷に「虚仮にされた」と深い恨みを抱き、子昌からは「トゲが毒となって帰ってきた」と評されるほどに性格が歪んでしまっている。子昌の先妻とその娘である翠苓の存在を非常に疎んでいる。
翠苓（スイレイ）
声 - 名塚佳織
本名は「子翠」。19歳。外廷の官女。女性としてはやや大柄で、猫猫より頭一つ分大きい。猫猫に言わせるなら骨格も素材も一級品ながら化粧はイマイチ。
子昌の先妻となった実母は先帝の隠し子であるため、先帝の孫に当たる。楼蘭妃の異母姉にあたる。後宮で官女として働きながら子氏一族のための諜報工作活動をしていた。自死を装い一度は姿を消すが、宦官として再び後宮に潜伏・暗躍する。
出生の事情を知らない神美からは「継子」として虐待されて育ち、彼女の精神的支配下にある。実母亡き後は子氏の家で元後宮医官に養育されていたため薬に通じており、養父の遺した処方で仮死状態にしたあとで蘇生可能の効能をもつ「蘇りの薬」を調合できる。
子氏討伐後は本来処刑対象だったが「先帝の孫である」という事情を鑑み特別に助命され、秘密裏に阿多妃の元で暮らすが、常に監視下に置かれている。

### 西都
玉袁（ギョクエン）
玉葉の父。女帝が戌の一族を滅ぼした後、西の役人だった玉袁が成り上がり、西都の長になる。正妻で元風読みの一族出身の西母を含めて11人の奥方がいて、長男の玉鶯から末っ子の玉葉まで計13人の子どもがいる。名無しの一族だったが、正室の一族として名を与えるため、壬氏から都に赴くように打診された際、交換条件として、息子の玉鶯に都の流儀を教える補佐を派遣するように羅漢への口利きを願う。

玉鶯（ギョクオウ）
玉袁の長男で玉葉の異母兄。異民族を嫌っているが、玉葉の実母と同じ西の異民族の血を引く娘を養女にし、入内させようとする。羅漢を取り込もうと画策している様で、壬氏が西都に向かう際、羅漢と羅門が共に西都に来るように乞う。西都の民には人気があり、共に相撲を取ったりしているが、中央から派遣されて来た陸孫に教えを乞うことはなく、雑務を押し付けている。実はヒーロー願望が強く格好つけな性格。
大海（ダーハイ）
玉袁の三男。三十代半ば。母が船乗りだったこともあり港を仕切っている。玉葉とは仲が良い。娘が中級妃として入内。
玉袁の子ども
長女（織物業）、次男（陸運業）、次女（玉袁の補佐で中央にいる）、三女（三十代半ばで豊満な体つき、酒造業）、四男、四女、五女、五男（製鉄業）、六男（二十代半ば、焼き物）、七男・幼達（ヨーダ）（牧畜業、玉鶯と同じく好戦的）
拓跋（タクバツ）
表向きは玉鶯の乳兄弟だが、西母が拓跋の母とともに奴隷として売られた先で手を付けられ身籠った腹違いの兄弟であった。
林大人の元へ林小人として出入りしていた。
玉鶯の妻
実は巳の一族の一人。他国に出た際に一時帰れなくなり、その間ある商人の妻となって雀（馬良の妻）を産んでいたが、帰国の目途が立つと2人を捨てた。留守中に子供が巳の一族として教育はじめられる期間を過ぎていたため、三男の虎狼を産み、巳の一族として育てた。
鴟梟（シキョウ）
玉鶯の長男。後継ぎとして期待されていたが、ドロップアウトし家の名も捨てている。武芸の腕も立ち「鏢局（キャラバンの護衛を受け持つ警備会社）」を営んでいる。無頼な態を装って入るがお人好しで、素で人助けをしてしまうなどヒーロー体質。反面甘すぎるところもあって支配者には向かない。
銀星（インシン）
玉鶯の長女。
飛龍（フェイロン）
玉鶯の次男。勤勉で真面目な男であるが、真面目過ぎて官僚としてなら出世できるが支配者には向かない。
虎狼（フーラン）
玉鶯の三男。母から巳の一族としての教育を受け、西都を守るために兄である鴟梟を廃して壬氏にトップに就いてもらおうとした。その後始末のために自身の首を差し出そうとして、すったもんだの末に都に送られ、壬氏のもとで働く。
玉隼（ギョクジュン）
玉鶯の孫。長男の鴟梟の息子。生意気盛りの子供で、祖父が異国人を嫌っているのを真に受けて小紅をイジメている。
小紅（シャオホン）
玉鶯の孫。長女の銀星の娘。西都人らしく異国の血が強く出ているが、玉隼にイジメられるため髪を黒く染めたりストレスから髪を食べてしまうなどして腸閉塞を起こし手術を受けた。長男（伯父）の鴟梟には結構懐いており、負傷した際に呼んだ猫猫と共に郊外に拉致される。拉致されている間に猫猫の行動を見て学んだのか、玉隼にイジメられても理詰めでやり返すほど逞しくなる。
漢俊杰（カン・ジュンジェ）
猫猫たち都から来た者たちに付けられた家人。本人はありふれた名前だとコンプレックスを感じているが、それを聞いていた羅半兄は複雑な顔をしていた。
羅半兄の本名と同姓同名であるため、西都から戻りの船に手違いで乗船し、都の羅漢邸で預かることとなった。

### 砂欧
愛凛（アイリーン）
声 - 原由実
西方からの特使。皇帝もしくはその弟の寵愛を受けるべくやって来たが、月の精を見て自信喪失する。従姉妹の姶良と仲違いし、羅半に作物の輸出か亡命か選ぶ事を持ち掛けられて亡命を選び、中級妃となる。
姶良と共に巫女見習いとして学を学び、巫女を尊敬していたが、毒殺未遂事件に巻き込まれる。
姶良（アイラ）
声 - Lynn
愛凛の従姉妹で、双子のように似ている。西の特使として愛凛と来訪した際は仲が良かった。子一族と飛発の取引をしていた模様。白娘女を使って、茘各地で暗躍していた。
白娘女（パイニャンニャン）
白人（アルビノ）で白い髪に赤い目を持つ。その容貌から蛇神として注目を集める。旅芸人を装い、各地で暗躍。里樹妃を追い落とそうとする。
巫女
白娘女同様、白人（アルビノ）で白い髪に赤い目を持つ。療養のために茘にやって来るが、本来の目的は別にあった。
ジャズグル
巫女について、茘にやってくる。声が出ないが、言葉はわかる。意味深な三枚目の絵を巫女経由で猫猫に渡す。

## 用語

### 国家・地域
茘（リー）
主人公たちが暮らす大陸中央部に存在する大国。
幾つかの国および州によって構成される。北は険しい山脈が連なる。西には砂漠が広がり、点在するオアシスにも国に属する州がある。
皇族は華（カ）を名乗るが、現時点でそれを冠するのは皇帝とその同母弟のみ。
子北州（シホクシュウ）
現在の皇族の始祖はこの地域から出たと伝聞される、山林資材が豊富かつ温泉も出ていて湯治場もある地域。子氏が治める。

西都（セイト）
都から遥か西、砂漠の中に存在するオアシスを中心に栄える都市であり、隣国と国境を接する要衝でもある。現在は玉葉妃の父が治める。
砂欧（シャオウ）
茘国から見ると、北と西の交易の中間を押さえている国。他国との混血が進み、美男美女が多いと言われる。
王として男性が君臨する一方、巫女として女性が政をする政治形態で、男尊女卑が強く見られる茘と文化がかなり異なる。
理人（リビト）国
戌西州の北に位置し、また茘国に接する、北亜連（ホクアレン）に属する国の一つ。

### 単語
緑青館（ロクショウカン）
王都をすっぽり包んだ塀の中で、後宮とは反対側に位置する花街にある高級楼閣。
中級から上級の妓女を揃えており、その一室を間借りする形で猫猫が薬屋を開業している。
女官・官女（ニョカン・カンジョ）
前者は主に後宮で働く女性を指し、後者は後宮以外でも働く女性を主に指す。
後宮で働く場合は資格は不要で小蘭や猫猫のように売られた人間も珍しくないが、官女は最低限の資質が求められ、定期的に試験が行われている。猫猫の三度におよぶ宮廷勤めはこの制度を利用している。
名持ちの一族
皇族に多大な貢献をした一族などに与えられる称号の一種で、種類自体は決して多くない。
近年は十二支（子・戌など）が与えられる場合が多いが、漢など古くから存在するために名乗る者が多い場合もある。
漢羅漢の場合、漢が「名」であるが、続く「羅」が家を表し、「羅の一族」だけで彼の身内だと分かる。国としての特徴で、家の名は男系がほぼ受け継ぐが稀に女系にも受け継がれる。
馬の一族（マーノイチゾク）
代々皇族を守護する一族。
巳の一族（ミノイチゾク）
諜報と工作を主とする一族。役割は主に親から子へ受け継がれるが、指名されるのは直系とは限らない。一族の目的は「主と決めた者の幸せ」であり、そのためなら大抵のことはやってのける。表立って活動したり護衛をしたりするわけではないため、馬の一族とは相対する存在とされている。
戌の一族（イノイチゾク）
女系の一族で、男子は成人すると旅商人や船乗りなどになり外へ出る。かつて西都を治めており、風読みの民を保護していた。約17年前に不正をしていると中央に密告され、逆賊を討てと勅命が下り暴徒によって滅ぼされた。
風読みの民
鳥を使い草原全体の祭祀を任されていた存在で、風読みの民には手を出さないという遊牧民の間では暗黙の了解があったが、約50年前に鳥を使った祭事中に、嫁を確保したい武闘派の部族に襲われた。嫁として使える若い女性以外は惨殺され、子どもは奴隷として売り飛ばされ、鳥は夕餉にされた。武闘派の部族は、数年後に蝗害により壊滅した。

## 評価

### 批評
ライトノベル研究を行う山口直彦は猫猫をはじめ個性の強い人物が多く登場しており、加えて街並みの背景描写や作中に出てくる薬草の知識もかなり細かいことから綿密な下調べのもとで執筆されていることが窺えると評している。
少女小説研究を行う嵯峨景子は読みやすさとは裏腹に極めて緻密な計算の元に物語が展開されており、その中でも区切りとなる第4巻は物語開始から猫猫が解決してきた謎の全てが繋がって驚きの展開となることから「シリーズ屈指のドラマチックさと面白さを誇る」と評している。

### 受賞・ランキング
アニメ!アニメ!が実施した「アニメ化してほしいライトノベル・小説は？」と題した読者アンケートでは2019年上半期・下半期で連続第1位を獲得。
「アニメ化してほしいマンガランキング」では2019年から3年連続トップ10入りを果たしている。
「次にくるマンガ大賞2019」コミックス部門第1位。
「第15回全国書店員が選んだおすすめコミック」第5位。
『BOOK☆WALKER大賞2020』ではスクウェア・エニックス版の漫画が準大賞を獲得。
「ピッコマAWARD 2024」では原作小説がラノベ部門で、スクウェア・エニックス版の漫画がマンガ部門でそれぞれ受賞。

## 既刊一覧

### 小説
- 日向夏（著） / 松田恵美（表紙イラスト） 『薬屋のひとりごと』 主婦の友社〈Ray Books〉、2012年10月31日第1刷発行（9月26日発売[48]）、ISBN 978-4-07-285379-5
- 日向夏（著） / しのとうこ（イラスト） 『薬屋のひとりごと』 主婦の友社→イマジカインフォス〈ヒーロー文庫〉、既刊16巻（2025年5月30日現在）
  1. 2014年9月30日第1刷発行（8月29発売[49]）、ISBN 978-4-07-298198-6
  2. 2015年2月28日第1刷発行（1月31日発売[50]）、ISBN 978-4-07-410821-3
  3. 2015年7月31日第1刷発行（6月29日発売[51]）、ISBN 978-4-07-401176-6
  4. 2015年10月31日第1刷発行（9月30日発売[52]）、ISBN 978-4-07-403100-9
  5. 2016年5月31日第1刷発行（4月30日発売[53]）、ISBN 978-4-07-416947-4
  6. 2016年12月31日第1刷発行（11月30日発売[54]）、ISBN 978-4-07-420788-6
  7. 2018年3月31日第1刷発行（2月28日発売[55]）、ISBN 978-4-07-429772-6
  8. 2019年3月10日第1刷発行（2月28日発売[56]）、ISBN 978-4-07-436884-6
  9. 2020年3月10日第1刷発行（2月28日発売[57]）、ISBN 978-4-07-442420-7
    - 「ドラマCD付き限定特装版」同日第1刷発行（同日発売[58]）、ISBN 978-4-07-441030-9

  10. 2021年2月10日第1刷発行（1月29日発売[59]）、ISBN 978-4-07-447215-4
  11. 2021年5月10日第1刷発行（4月30日発売[60]）、ISBN 978-4-07-448226-9
    - 「ドラマCD付き限定特装版」同日第1刷発行（同日発売[61]）、ISBN 978-4-07-448440-9

  12. 2022年8月10日第1刷発行（7月29日発売[62]）、ISBN 978-4-07-452400-6
    - 「ドラマCD付き限定特装版」同日第1刷発行（同日発売[63]）、ISBN 978-4-07-452386-3

  13. 2023年3月10日第1刷発行（2月25日発売[64]）、ISBN 978-4-07-454379-3
  14. 2023年10月10日第1刷発行（9月29日発売[65]）、ISBN 978-4-07-455775-2
  15. 2024年3月29日発売[66]、ISBN 978-4-07-456728-7
  16. 2025年5月30日発売[67]、ISBN 978-4-07-461876-7
    - 「アニメ第1期シナリオ集付き限定特装版」同日第1刷発行（同日発売[68]）、ISBN 978-4-07-461882-8

### 漫画
2誌とも原作は日向夏、キャラクター原案はしのとうこ。
- ねこクラゲ（作画） / 七緒一綺（構成） 『薬屋のひとりごと』 スクウェア・エニックス〈ビッグガンガンコミックス〉、既刊15巻（2025年3月25日現在）
  1. 2017年9月25日初版発行（同日発売[69]）、ISBN 978-4-7575-5489-4
  2. 2018年2月24日初版発行（同日発売[70]）、ISBN 978-4-7575-5640-9
  3. 2018年7月25日初版発行（同日発売[71]）、ISBN 978-4-7575-5794-9
  4. 2019年2月25日初版発行（同日発売[72]）、ISBN 978-4-7575-5963-9
  5. 2019年7月25日初版発行（同日発売[73]）、ISBN 978-4-7575-6216-5
  6. 2020年3月25日初版発行（同日発売[74]）、ISBN 978-4-7575-6581-4
  7. 2020年11月25日初版発行（同日発売[75]）、ISBN 978-4-7575-6856-3
  8. 2021年5月25日初版発行（同日発売[76]）、ISBN 978-4-7575-7271-3
  9. 2021年11月25日初版発行（同日発売[77]）、ISBN 978-4-7575-7586-8
  10. 2022年6月23日初版発行（同日発売[78]）、ISBN 978-4-7575-7985-9
  11. 2023年2月25日初版発行（同日発売[79]）、ISBN 978-4-7575-8324-5
  12. 2023年9月29日発売[80]、ISBN 978-4-7575-8813-4
  13. 2024年3月25日発売[81]、ISBN 978-4-7575-9027-4
    - 「小冊子付き特装版」同日発売[82]、ISBN 978-4-7575-9028-1

  14. 2024年9月25日発売[83]、ISBN 978-4-7575-9439-5
    - 「小冊子付き特装版」同日発売[84]、ISBN 978-4-7575-9440-1

  15. 2025年3月25日発売[85]、ISBN 978-4-7575-9769-3

- 倉田三ノ路（作画） 『薬屋のひとりごと〜猫猫の後宮謎解き手帳〜』 小学館〈サンデーGXコミックス〉、既刊20巻（2025年5月19日現在）
  1. 2018年2月24日初版第1刷発行（2月19日発売[86]）、ISBN 978-4-09-157515-9
  2. 2018年7月24日初版第1刷発行（7月19日発売[87]）、ISBN 978-4-09-157533-3
  3. 2018年9月24日初版第1刷発行（9月19日発売[88]）、ISBN 978-4-09-157543-2
  4. 2019年2月24日初版第1刷発行（2月19日発売[89]）、ISBN 978-4-09-157560-9
  5. 2019年6月24日初版第1刷発行（6月19日発売[90]）、ISBN 978-4-09-157564-7
  6. 2019年11月24日初版第1刷発行（11月19日発売[91]）、ISBN 978-4-09-157580-7
  7. 2020年2月24日初版第1刷発行（2月19日発売[92]）、ISBN 978-4-09-157586-9
  8. 2020年6月24日初版第1刷発行（6月19日発売[93]）、ISBN 978-4-09-157597-5
  9. 2020年10月21日初版第1刷発行（10月16日発売[94]）、ISBN 978-4-09-157608-8
  10. 2021年2月24日初版第1刷発行（2月19日発売[95]）、ISBN 978-4-09-157622-4
  11. 2021年6月23日初版第1刷発行（6月18日発売[96]）、ISBN 978-4-09-157639-2
  12. 2021年10月23日初版第1刷発行（10月18日発売[97]）、ISBN 978-4-09-157652-1
  13. 2022年2月23日初版第1刷発行（2月18日発売[98]）、ISBN 978-4-09-157668-2
  14. 2022年6月22日初版第1刷発行（6月17日発売[99]）、ISBN 978-4-09-157680-4
  15. 2022年11月22日初版第1刷発行（11月17日発売[100]）、ISBN 978-4-09-157692-7
  16. 2023年2月25日発売[101]、ISBN 978-4-09-157731-3
  17. 2023年9月29日発売[102]、ISBN 978-4-09-157783-2
  18. 2024年3月19日発売[103]、ISBN 978-4-09-157817-4
    - 「描き下ろし扇子付き特装版」同日発売[104]、ISBN 978-4-09-943150-1

  19. 2024年12月19日発売[105]、ISBN 978-4-09-157847-1
    - 「ポストカードセット付き特装版」同日発売[106]、ISBN 978-4-09-943181-5

  20. 2025年5月19日発売[107]、ISBN 978-4-09-157881-5
    - 「オリジナルトランプ付特装版」同日発売[108]、ISBN 978-4-09-943200-3

### 画集
- 『薬屋のひとりごと画集』2024年1月31日発売[109]、ISBN 978-4-07-456898-7

## テレビアニメ
第1期は2023年10月から2024年3月まで、日本テレビ系列ほかにて放送された。第2期が2025年1月から7月まで放送された。

## コラボレーション
大塚製薬
2022年11月11日より、Twitterキャンペーンが実施された。
JR東海
2024年3月4日より、ライトノベル新刊15巻の発売を記念してスタンプラリーなどが実施されている。
日本赤十字社
何度か献血コラボキャンペーンを行っている。
日本薬剤師会
2025年3月からコラボしたポスターの掲示や「お薬手帳を配布するキャンペーンを実施。
厚生労働省
2025年3月から本作とタイアップし電子処方箋普及のための啓発リーフレットを作成。